# Communauté de communes du Haut-Ségala
Die Communauté de communes du Haut-Ségala ist ein ehemaliger französischer Gemeindeverband mit der Rechtsform einer Communauté de communes im Département Lot in der Region Okzitanien. Sie wurde am 30. Dezember 1997 gegründet und umfasste elf Gemeinden. Der Verwaltungssitz befand sich im Ort Latronquière.

## Historische Entwicklung
Mit Wirkung vom 1. Januar 2017 fusionierte der Gemeindeverband mit der Communauté de communes Grand-Figeac (vor 2017) und bildete so die Nachfolgeorganisation Communauté de communes Grand-Figeac. Trotz der Namensgleichheit mit der Vorgängerorganisation handelt es sich um eine Neugründung mit anderer Rechtspersönlichkeit.

## Ehemalige Mitgliedsgemeinden
1. Bessonies
2. Gorses
3. Labastide-du-Haut-Mont
4. Latronquière
5. Lauresses
6. Sabadet-Latronquière
7. Saint-Cirgues
8. Saint-Hilaire
9. Saint-Médard-Nicourby
10. Sénaillac-Latronquière
11. Terrou